# Samoapapegaaiamadine
De samoapapegaaiamadine is een zangvogel uit de familie Estrildidae (prachtvinken). De soort is endemisch op Samoa.

## Kenmerken
De vogel is  ongeveer 10 tot 11 cm lang. Het is een opvallende en veelkleurige vinkachtige. Volwassen vogels zijn blauw op de buik en borst en groenblauw van boven, met rood op de kop en een rode staart. De ondersoort  E. c. gaughrani is helemaal groen op de buik en borst.

## Taxonomie
De vogel werd in 1848 door  Titian Ramsay Peale als aparte soort beschreven als Erythrospiza cyaneovirens maar later werd het taxon uitgebreid met gelijkende soorten op andere eilanden in de Grote Oceaan  (de Fiji-papegaaiamadine en koningspapegaaiamadine) die aanvankelijk als aparte soorten werden beschouwd. Op de IOC World Bird List en de  Rode Lijst van de IUCN wordt de soort die op Samoa voorkomt echter weer als aparte soort vermeld.

## Verspreiding en leefgebied
Deze soort is endemisch op Samoa en telt twee ondersoorten:
- E. c. gaughrani: Savai'i (westelijk Samoa).
- E. c. cyaneovirens: Upolu (westelijk Samoa).

De vogel is het meest algemeen in het beboste heuvelland. Het leefgebied bestaat uit dicht bos, vooral de aanwezigheid van wilde vijgenbomen is belangrijk.

## Status
De grootte van de wereldpopulatie is niet gekwantificeerd. Men veronderstelt dat de soort in aantal stabiel is. Om deze redenen staat de samoapapegaaiamadine als niet bedreigd op de Rode Lijst van de IUCN.